# Liste der Kulturgüter in Granges-Paccot
Die Liste der Kulturgüter in Granges-Paccot enthält alle Objekte in der Gemeinde Granges-Paccot im Kanton Freiburg, die gemäss der Haager Konvention zum Schutz von Kulturgut bei bewaffneten Konflikten, dem Bundesgesetz vom 20. Juni 2014 über den Schutz der Kulturgüter bei bewaffneten Konflikten sowie der Verordnung vom 29. Oktober 2014 über den Schutz der Kulturgüter bei bewaffneten Konflikten unter Schutz stehen.
Objekte der Kategorien A und B sind vollständig in der Liste enthalten, Objekte der Kategorie C fehlen zurzeit (Stand: 1. Januar 2023).

## Kulturgüter
| Foto | | Objekt | Kat. | Typ | Standort                              | Beschreibung                                                             |
| ---- | --- | --- | ---- | --- | ------------------------------------- | ------------------------------------------------------------------------ |
| ja   | Datei hochladen · Wikidata zu Grandfey-Viadukt - Teil Granges-Paccot (Q123744675)                                                                 | Grandfey-Viadukt / Viaduc de Grandfey KGS-Nr.: 09076                                                                            | A    | G   | 579335 / 186175                       | Objekt liegt hälftig auf dem Gemeindegebiet von Düdingen (KGS-Nr. 10505) |
| BW   | Datei hochladen · Wikidata zu Herrenhaus Brünisholz, jetzt Auberge Aux 4 Vents (Q29694939)                                                        | Herrenhaus Brünisholz, jetzt Auberge aux quatre vents / Manoir Brünisholz, actuellement Auberge aux quatre vents KGS-Nr.: 13197 | B    | G   | Route de Grandfey 124 578932 / 185577 |                                                                          |
| ja   | Datei hochladen · Wikidata zu Herrenhaus Jean-François d'Ammann dann Reynold, bekannt als das Herrenhaus Agy-Reynold oder Agy-Dessous (Q29694955) | Herrenhaus Agy-Reynold oder Agy-Dessous / Manoir d’Agy-Reynold ou d’Agy-Dessous KGS-Nr.: 13198                                  | B    | G   | Maison-de-Reynold 1 578290 / 185827   |                                                                          |